# Elaphoglossum stenolepis
Elaphoglossum stenolepis är en träjonväxtart som beskrevs av Bell och Holtt. Elaphoglossum stenolepis ingår i släktet Elaphoglossum och familjen Dryopteridaceae. Inga underarter finns listade.